# Rand West City Local Municipality
Rand West City (englisch Rand West City Local Municipality) ist eine am 3. August 2016 gegründete Lokalgemeinde im Distrikt West Rand der südafrikanischen Provinz Gauteng. Sie entstand aus den ehemaligen Lokalgemeinden Randfontein und Westonaria. Der Sitz der Verwaltung befindet sich Randfontein. Bürgermeisterin ist Brenda Mahuma.
Der Gemeindename bezieht sich auf die beiden Vorgängergemeinden.

## Städte und Orte
- Randfontein
- Westonaria

## Bevölkerung
2011 lebten im Gebiet der erst 2016 gebildeten Lokalgemeinde Rand West City 261.053 Einwohner in 83.397 Haushalten auf einer Gesamtfläche von 1115 km². Bis zum Jahr 2016 stieg die Bevölkerung auf 265.887 Personen an.